# Lyes Arfa
Lyes Arfa (* 12. Juni 1986 in Moskau, Russland) ist ein kanadischer Fußballschiedsrichterassistent. Er steht seit 2021 auf der Liste der FIFA-Schiedsrichter.

## Karriere
Nach Einsätzen bei lokalen Wettbewerben wie der USL Championship und der Canadian Championship, sowie später der MLS und der Canadian Premier League, kam Lyes Arfa nach seiner Aufnahme auf die FIFA-Liste als Assistent auch international zum Einsatz – so zum Beispiel in der CONCACAF League oder dem CONCACAF Champions Cup.
Anfang April 2024 wurde er als Assistent für die Olympischen Sommerspiele 2024 in das Team von Drew Fischer berufen.